# 92 a. C.
El año 92 a. C. fue un año del calendario romano prejuliano. En el Imperio romano, fue conocido como el año 662 Ab Urbe condita.

## Acontecimientos
- El astrónomo griego Agripa observa que, en el séptimo día del mes bitinio de Metrous, las Pléyades fueron ocultadas por la parte más septentrional de la Luna. Lo más probable es que la observación fuera hecha para chequear la precesión de los equinoccios, que fuese descubierta por Hiparco de Nicea.
- Fallece el rey seléucida Antíoco XI Epífanes ahogado en el río Orontes, durante el transcurso de la retirada tras un fallido ataque contra la ciudad de Antioquía.
- Un terremoto de magnitud desconocida y un tsunami afectan zonas del Levante.

## Fallecimientos
- Antíoco XI Epífanes, rey de Siria.